# Campionati europei di sci nautico - velocità 2008
I campionati europei di sci nautico per la specialità della velocità, tenutisi a Ramsgate in Inghilterra tra il 5 e il 12 luglio 2008, sono stati la trentunesima edizione della manifestazione.
La gara maschile ha visto il belga Dimitri Bertels aggiudicarsi il primo titolo, quella femminile ha visto la britannica Kim Lumley aggiudicarsi il quarto.

## Risultati

### Uomini F1
| Pos.    | Nome             | Nazione     | Totale  | Gara 1  | Gara 2  | Gara 3  |
| ------- | ---------------- | ----------- | ------- | ------- | ------- | ------- |
| Oro     | Dimitri Bertels  | Belgio      | 2000,00 | 1000,00 | 976,35  | 1000,00 |
| Argento | Tommy Klarenbeek | Paesi Bassi | 1872,90 | 881,71  | 912,64  | 960,26  |
| Bronzo  | Darren Kirkland  | Regno Unito | 1867,85 | 867,85  | 1000,00 | 0,00    |
| 4       | Jordy Wisman     | Paesi Bassi | 1837,36 | 826,10  | 913,29  | 924,07  |

### Donne F1
| Pos.    | Nome                  | Nazione     | Totale  | Gara 1  | Gara 2  | Gara 3  |
| ------- | --------------------- | ----------- | ------- | ------- | ------- | ------- |
| Oro     | Kim Lumley            | Regno Unito | 2000,00 | 1000,00 | 1000,00 | 1000,00 |
| Argento | Sabine Ortlieb        | Austria     | 1908,52 | 650,91  | 968,33  | 940,19  |
| Bronzo  | Sylvia De Spiegeliere | Belgio      | 1650,25 | 657,33  | 832,27  | 817,98  |
| 4       | Vicky Leysen          | Belgio      | 0,00    | 0,00    | 0,00    | 0,00    |